# Countdown dimensione zero
Countdown dimensione zero (The Final Countdown) è un film del 1980, diretto da Don Taylor e prodotto dal regista Lloyd Kaufman.
È una pellicola di fantascienza basata sul viaggio nel tempo e interpretata da Kirk Douglas, Martin Sheen, Katharine Ross, James Farentino, Lloyd Kaufman e Charles Durning.

## Trama
Nel 1980 alla US Naval Air Station dell'aeroporto di Pearl Harbor giunge il signor Lasky, un analista civile di sistemi, quadro delle industrie Tideman e consulente del Dipartimento della Difesa, per essere imbarcato sulla portaerei USS Nimitz in crociera al largo delle Hawaii. Sul luogo è presente il signor Tideman, interessato alla partenza del suo referente.
Durante la navigazione la portaerei è investita da un'improvvisa e misteriosa tempesta magnetica. Quando tutto sembra esser tornato alla normalità le comunicazioni con la base sono interrotte e viene captato solo un vecchio programma radiofonico con i comici Stanlio e Ollio. Due aerei ricognitori rilevano la presenza di navi statunitensi d'epoca ancorate nel porto militare di Pearl Harbor. Tutto ciò induce il capitano Yelland, il suo comandante degli aerei imbarcati Owens, l'ufficiale esecutivo, comandante Thurman e il funzionario civile Lasky a ritenere di essere stati proiettati a ritroso nel tempo, alla vigilia del fatidico attacco giapponese del 7 dicembre 1941. Si tratta di decidere se entrare in guerra con la portaerei Nimitz contro l'intera flotta giapponese nel Pacifico, interferendo sul corso della storia e attaccando prima di essere attaccati, sulla base della conoscenza dei fatti storicamente accaduti.
Una pattuglia di due F-14 Tomcat assiste al mitragliamento di uno yacht americano da parte di due caccia giapponesi "Zero" e interviene abbattendoli. Un pilota nemico (Shimura) e i superstiti del natante, il senatore Chapman, la sua segretaria Laurel e il cane Charlie vengono recuperati da una squadra di soccorso e condotti sulla portaerei. Saranno gli unici personaggi del passato ad avere un contatto diretto con l'equipaggio, oramai pienamente coinvolto negli eventi del secondo conflitto mondiale. Dagli archivi storici del comandante Owens, Lasky arguisce che il senatore Chapman, ufficialmente scomparso all'epoca, sarebbe divenuto probabilmente vice presidente al posto di Truman e quindi presidente nel 1945 alla morte di Roosevelt e vorrebbe interferire con l'evoluzione storica degli eventi, facendo trattenere Chapman al sicuro sulla Nimitz. Il cane Charlie scappa e si perde nei meandri della nave.
Il prigioniero giapponese durante l'interrogatorio si mostra ostinatamente reticente; poi si appropria di un fucile e minaccia i presenti perché gli venga concesso di comunicare ai suoi superiori per radio la presenza della portaerei statunitense. Durante la trattativa Owens rivela al pilota giapponese particolari segretissimi riguardo all'attacco imminente; questa rivelazione distrae il prigioniero e un marine tenta di disarmarlo ma viene ucciso, quindi altri due soldati uccidono il giapponese. Chapman, che ritiene di trovarsi su un'unità navale segreta, chiede di comunicare via radio con Pearl Harbor per avvertire del pericolo, ma viene scambiato per un mitomane e la conversazione si interrompe. Chapman chiede a Yelland di trasferirlo con la sua segretaria a Pearl Harbor ma Yelland ordina segretamente a Owens di trasportarli con un elicottero su un'isola deserta fuori tiro, facendo credere ai due di un trasbordo al Comando navale alle Hawaii. Dopo che Laurel ed il com. Owens sono scesi a terra sull'isola il senatore, accortosi dell'inganno, tenta il dirottamento dell'elicottero verso Pearl Harbor minacciando l'equipaggio armato di una pistola lanciarazzi; ne segue una colluttazione nel corso della quale provoca, con un colpo partito accidentalmente, la distruzione del velivolo in cui rimane ucciso lui stesso.
Il cap. Yelland lancia gli aerei all'attacco della formazione aerea d'attacco giapponese per abbatterla prima che raggiunga Pearl Harbor, con conseguenze imprevedibili sul futuro della storia, ma si scatena di nuovo la tempesta magnetica e Yelland è costretto a fermare l'attacco e a far rientrare in tutta fretta gli aerei. Pochi minuti dopo le telescriventi tornano a funzionare e riprende il contatto radio con il comando del Pacifico: il varco temporale ha riportato tutti, tranne Owens e Laurel rimasti sull'isola dopo la morte del senatore, di nuovo nel 1980.
Giunti in porto Lasky ritrova il cane Charlie, unico reduce dal passato, e quando scendono dalla portaerei il cane corre festoso verso una lussuosa auto di rappresentanza, la stessa che all'inizio del film aveva accompagnato il signor Tideman. Lasky vi riconosce Owens e Laurel, come signori Tideman, invecchiati. Owens ha evidentemente tratto beneficio dalle sue conoscenze tecnologiche moderne, fondando una compagnia di costruzioni navali. Laurel veniva dal passato, ma Owens non solo ha vissuto "prima di nascere", ma addirittura per un certo lasso di tempo "contemporaneamente" a sé stesso.

## Produzione
Per la scena della battaglia tra F-14 e caccia giapponesi furono impiegati veri velivoli, con grande difficoltà per i moderni Tomcat a compiere evoluzioni aeree insieme ai lentissimi Zero (in realtà repliche su base North American T-6 Texan realizzate in precedenza per il film Tora! Tora! Tora!): in un'occasione gli Zero persero totalmente il controllo a causa delle turbolenze dei Jet, mentre in un'altra un F-14 compì una manovra talmente esasperata, per portarsi in coda al lento aereo a elica, che sfiorò di pochi metri la superficie del mare.

## Accoglienza

### Critica
(Fantafilm)